# Simándy Pál
Simándy Pál (Gombos Ferenc; Igrici, 1891. január 5. – Budapest, 1978. augusztus 11.) író, újságíró.

## Élete
A gimnáziumot Miskolcon végezte, 1909–1913 között pedig teológiát tanult a Sárospataki Református Kollégiumban. 1913–1915 között a Magyar Evangéliumi Keresztyén Diákszövetség utazó titkára. 1915–1917 között Losoncon, majd a fővárosban lett hitoktató. Az 1918–1919. évi forradalmi események hatására szakított az egyházi pályával. Igricbe költözött és részt vett a helybeli megmozdulásokban. Emiatt 1920. januárjától augusztusig börtönben volt.
1920-1931 között Losoncon élt. A város és a szlovenszkói magyarság irodalmi-kulturális életének egyik irányítója. 1923-ban Farkas István, Darkó István, Győry Dezső (Wallentinyi) és Komlós Aladár mellett a losonci Madách Kör alapító tagja, egy ideig az YMCA helyi magyar titkára. 1931-ben Magyarországra települt és Bajcsy-Zsilinszky Endre lapjainak lett belső munkatársa, illetve szerkesztője.
A Mi Lapunk (1928–1929), a Kassai Napló, az Előőrs, a Szabadság, a Független Magyarország és a Szabad Szó munkatársa volt. 1942-ben szerkesztette a Tiszántúl című debreceni napilapot. 1942-től a Magyar Élet kiadóvállalat lektora volt. 1945-1949 között, nyugdíjazásáig a Vallás- és Közoktatásügyi Minisztérium osztályvezetőjeként a népművelési ügyekkel foglalkozott.

## Emlékezete
- Vésztő-Mágoron található mellszobra[4]

## Művei
A második világháború után kisebb irodalomtörténeti tanulmányokat és visszaemlékezéseket jelentetett meg, halála előtt az Irodalmi Szemlében is publikált..
- 1927 A magyar kálvinizmus útja. Losonc
- 1928 Siralmak könyve. Losonc
- 1932 Az elsikkadt hegyibeszéd. Losonc
- 1966 Diák a századfordulón. Budapest (önéletrajzi regény)